# Кулундинський район
Кулунди́нський район (рос. Кулундинский район) — район у складі Алтайського краю Російської Федерації.
Адміністративний центр — село Кулунда.

## Історія
Київський (Ново-Київський) район у складі Західно-Сибірського краю було вирішено утворити 18 січня 1935 року і вже 25 лютого того ж року до його складу увійшли 11 сільрад Славгородського району (Білоцерковська, Богдановська, Воздвиженська, Звонарьово-Кутська, Карпиловська, Кулундинська, Ново-Київська, Роза-Люксембурзька, Роменська, Серебропольська, Троїцька та колгосп «Колхозна правда» Славгородської сільради). 20 липня 1936 року до складу району увійшли ще 3 сільради Славгородського району: Мишкинська, Новоросійська та Самборська. 28 вересня 1937 року Київський район увійшов до складу Алтайського краю. 1938 року районний центр із села Ново-Київка перенесено до селища Кулунда і район перейменовано в сучасну назву.
15 січня 1944 року із частини сільрад утворено Табунський район: Богдановська, Звонарьовокутска, Карпиловська, Ново-Київська, Новоросійська, Роза-Люксмебурзька, Роменська, Самборська, Серебропольська. 1 лютого 1963 року до складу району увійшла територія ліквідованого Ключівського району, а також Серебропольський радгосп на території Богдановської, Роменської та Серебропольської сільрад Табунського району. На той час до складу району входили Кулундинська селищна рада, сільради Богдановська, Васильчуківська, Виноградівська, Воздвиженська, Зелено-Полянська, Златополинська, Каїпська, Ключівська, Константиновська, Курська, Новопетровська, Новополтавська, Октябрська, Петуховська, Роменська, Сєверська, Семеновська, Серебропольська.
1964 року відновлено Ключівський район, до його складу увійшли сільради Васильчуківська, Зелено-Полянська, Каїпська, Ключівська, Новополтавська, Петуховська, Платовська та Сєверська. В той же час до складу Кулундинського району зі складу Славгородського передано сільради Табунська, Алтайська, Звонарьово-Кутська без селищ Райгород та Єкатериновка. 1966 року відновлено Табунський район, до якого увійшли сільради Алтайська, Звонарьово-Кутська, Роменська, Серебропольська та Табунська.

## Населення
Населення — 22044 особи (2019; 23000 в 2010, 25034 у 2002).

## Адміністративний поділ
Район адміністративно поділяється на 9 сільських поселень (сільрад):
| Поселення                      | Площа, км² | Населення, осіб (2002) | Населення, осіб (2010) | Населення, осіб (2019) | Центр          | Населені пункти |
| ------------------------------ | ---------- | ---------------------- | ---------------------- | ---------------------- | -------------- | --------------- |
| Ананьєвська сільська рада      | 182,40     | 962                    | 842                    | 707                    | Ананьєвка      | 2               |
| Воздвиженська сільська рада    | 147,60     | 669                    | 505                    | 334                    | Воздвиженка    | 2               |
| Златополинська сільська рада   | 192,99     | 1007                   | 923                    | 766                    | Златополь      | 3               |
| Константиновська сільська рада | 305,22     | 1274                   | 1139                   | 985                    | Константиновка | 6               |
| Кулундинська сільська рада     | 24,59      | 15466                  | 14527                  | 14674                  | Кулунда        | 1               |
| Курська сільська рада          | 387,15     | 1794                   | 1550                   | 1314                   | Курськ         | 6               |
| Мірабілітська сільська рада    | 159,55     | 830                    | 689                    | 706                    | Мірабіліт      | 2               |
| Октябрська сільська рада       | 331,60     | 2204                   | 2067                   | 1880                   | Октябрський    | 6               |
| Семеновська сільська рада      | 249,12     | 828                    | 758                    | 678                    | Семеновка      | 3               |

## Найбільші населені пункти
Нижче подано список населених пунктів з чисельністю населенням понад 1000 осіб:
| № | Населений пункт | Населення, осіб (2002) | Населення, осіб (2010) |
| - | --------------- | ---------------------- | ---------------------- |
| 1 | Кулунда         | 15466                  | 14527                  |
| 2 | Октябрський     | 1261                   | 1256                   |